# لقمه‌ای‌بندان
لقمه‌ای‌بندان (نام علمی: Condylarthra) نام راسته‌ای از پستانداران جفت‌دار است که در پایان دوره کرتاسه و دوره پالئوژن در آمریکای شمالی و اوراسیا زندگی می‌کردند. این جانوران از جمله بارزترین پستانداران پالئوسن هستند و بیانگر وضعیت فرگشتی زیاگان آن زمان بوده‌اند.
ابتدایی‌ترین لقمه‌ای‌بندها جثه‌ای به اندازه موش صحرایی داشتند و در کانادا و ایالات متحده آمریکا زندگی می‌کردند. لقمه‌ای‌بندها از نیاکانی حشره‌خوار به وجود آمدند اما خودشان همه‌چیزخوار و گیاه‌خوار بودند.